# Франциск-Антоній Ледуховський

Герб Шалава.

Францішек-Антоній Ледуховський (пол. Franciszek Antoni Ledóchowski; 1728 — 9 січня 1783) — державний, політичний і військовий діяч, дипломат Речі Посполитої. Представник шляхетського роду Ледуховських гербу Шалава. Чернігівський воєвода (1776–1783), сенатор. Староста володимирський (1744–1775) і гайсинський (з 1774). Королівський підкоморій (з 1765). Ротмістр панцерної кінноти (1744).

## Життєпис
Народився на Волині. Син волинського каштеляна Адама Ледуховського та його дружини Людвіки Вербовської. Успадкував від батька села Печихвости та Хотин (тепер Рівненської області) на Волині.
1744 року вперше обраний до Сейму від Чернігівського воєводства. 1758 року повторно обраний від того самого воєводства як представник «Фамілії». У 1763 року судився з представниками родів Паців та Пузинами за село Іваниська. У 1764 році обраний на конвокаційний сейм, у якому не брав участі. Того ж року, на елекційному сеймі, підписав акт обрання королем Станіслава Августа Понятовського. 1774 року отримав у Володимирі єзуїтську юридику й Гайсинське староство. 1775 року передав Володимирське староство Миколаю Ледуховському. Того ж року нагороджений Орденом Святого Станіслава, а 1777 року — Орденом Білого Орла. 1779 року пішов із політичного життя на знак протесту проти втручання сусідніх держав у справи Речі Посполитої. Передав усі повноваження щодо ведення майнових справ сину Антонію-Варфоломію. Наприкінці життя жив у Гданську. Помер у Відні.

### Сім'я
1745 року одружився із Людвікою Денгоф — донькою каштелянича серадзького, що внесла до посагу клімонтувський «ключ», Оссолін, Тетіїв. Від неї мав синів Адама, Антонія-Бартломея, Станіслава та доньок Анну (в шлюбі Чапську), Аполонію (в шлюбі Островську), Маріанну (в шлюбі Александрович).